# Trypanaeus miles
Trypanaeus miles är en skalbaggsart som beskrevs av Sylvain Auguste de Marseul 1860. Trypanaeus miles ingår i släktet Trypanaeus och familjen stumpbaggar. Inga underarter finns listade i Catalogue of Life.